# Geschichte Oberösterreichs
Die Geschichte Oberösterreichs deckt sich in vielen Epochen mit der österreichischen Geschichte. Dieser Artikel ist ein Überblick über die regionsspezifischen Eigenheiten der historischen Entwicklung bis zum heutigen Bundesland Oberösterreich.

Das Oberösterreichische Wappen heute

## Urgeschichte
In der Epoche des Mittelpaläolithikums lebte auch in Oberösterreich vor etwa 130.000 Jahren der Neandertaler, der bis spätestens vor 30.000 Jahren endgültig vom modernen Menschen, dem Homo sapiens, abgelöst wurde.
Die Gegend um die Donau war in der Urgeschichte Lebensraum von Jägern und Sammlern. Auf den Zeitraum von 65.000 bis 30.000 v. Chr. konnten Schneid- und Schabwerkzeuge aus Stein datiert werden, die in der Ramesch-Bärenhöhle im Toten Gebirge gefunden wurden.
Im 6. Jahrtausend v. Chr. wurden die Menschen in Oberösterreich sesshaft. Die Neolithische Revolution machte aus ihnen Ackerbauern und die Bandkeramische Kultur entwickelte sich.
In vielen Gemeinden Oberösterreichs wurden jungsteinzeitliche und bronzezeitliche Beile und Speerspitzen aus der Urnenfelderzeit und der Hallstattzeit gefunden, im Salzkammergut bildet sich die Mondseekultur mit ihren heute zum UNESCO-Welterbe zählenden Pfahlbausiedlungen.

## Frühgeschichte
In der Bronze- und Urnenfelderzeit entwickelte sich in Mitteleuropa ein bedeutender Kulturkomplex, der in Oberösterreich mit zahlreichen Funden bezeugt ist.
Eine der bedeutendsten Kulturen des Landes war die Mondseekultur der späten Jungsteinzeit zwischen 3600 und 3300 v. Chr. mit ihren seeufernahen Pfahlbausiedlungen.
Schon die Kelten ab 450 v. Chr. und davor eine präkeltische, alteuropäische Kulturgruppe (früher fälschlich als Illyrer bezeichnet) bauten im Salzkammergut Salz, das „Weiße Gold“ ab. Am Hallstätter Salzberg wurde schon um 1000 v. Chr. mit dem Abbau begonnen. Die Siedlungen der Region waren von jeher durch den Reichtum an Salz geprägt. Eine ganze Epoche, die ältere Eisenzeit (800–400 v. Chr.) – die Hallstattzeit ist nach dem Ort Hallstatt am Hallstätter See benannt.

## Antike

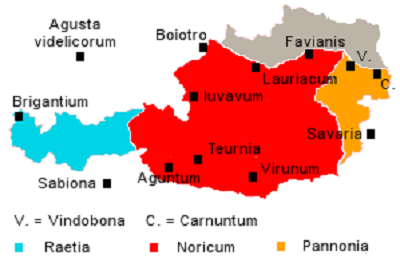
Römische Provinzen auf dem Gebiet des heutigen Österreichs

In der La-Tène-Zeit und Antike seit 450 v. Chr. lebten Kelten, unter anderem Alaunen und Sevaken im oberösterreichischen Voralpenraum und errichteten mit Noricum das erste und einzige keltische Staatsgebilde der Region. 15 v. Chr. wurde das Königreich Noricum Teil des Römischen Reiches. Die keltischen Völker wurden schließlich nach dem Pannonischen Aufstand 6–9 n. Chr. endgültig unterworfen. Die Region des heutigen Oberösterreich südlich der Donau wurde in die römische Provinz Noricum eingegliedert.
Im ersten Jahrhundert n. Chr. erfolgte die allmähliche Romanisierung der norischen Bevölkerung. Um 170 brachen die germanischen Stämme der Markomannen und Quaden in die Provinz Noricum ein. Um 240, zur Zeit des Kaisers Diokletian, gehörte der größte Teil des heutigen Oberösterreich wie das Ennstal zum Provinzteil Ufernoricum (Noricum ripense). Diokletian machte die Colonia Ovilava, das spätere Wels, im Rahmen seiner Reform des Provinzen-Systems zu einer Hauptstadt, die das Gebiet des Römischen Reiches nördlich der Alpen verwaltete.

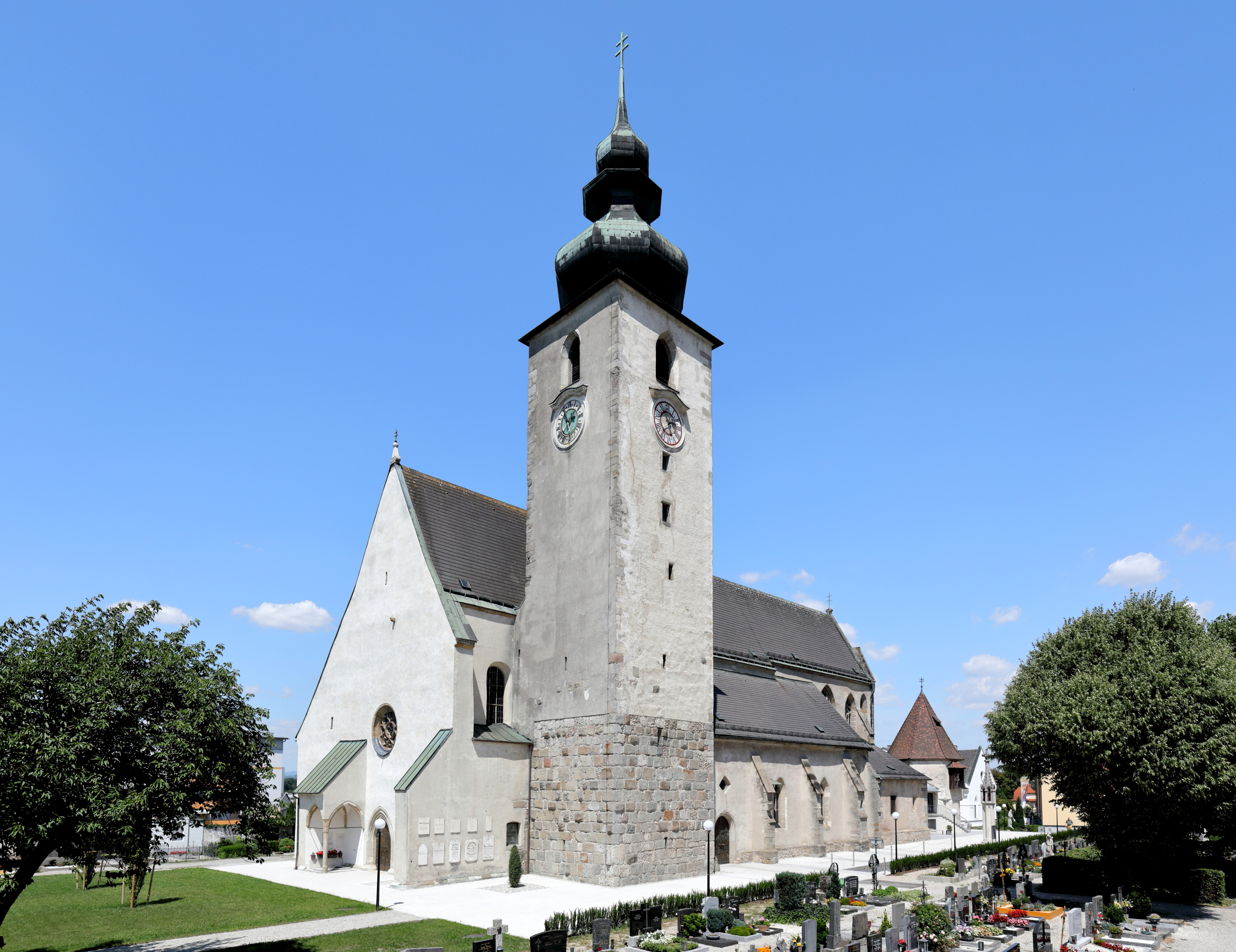
Basilika St. Laurentius

Lauriacum, heute Lorch, wurde zur bedeutendsten römischen Stadt auf dem Gebiet des heutigen Oberösterreich. Im Römerlager Lauriacum waren bis zu 6400 Soldaten stationiert. Die Zivilstadt erhielt bereits 212 durch Kaiser Caracalla das Stadtrecht. Damals lebten etwa 30.000 Menschen in Lauriacum. Hier wurde der heilige Florian, ein frühchristlicher Märtyrer Österreichs, am 4. Mai 304 in der Enns ertränkt. Um das Jahr 370 wurde auf den Resten eines Tempels eine frühchristliche Basilika erbaut, Lauriacum war bis 488 Bischofssitz. Unter der Basilika von Lorch konnte bei Grabungen die frühchristliche Kirche nachgewiesen werden. Weitere römische Siedlungsreste wurden unter anderem in Ad Mauros (Eferding) gefunden.
Während der Völkerwanderung durchzogen oder besetzten Westgoten, Hunnen, Ostgoten, Rugier und Langobarden nacheinander das Land. Um 451 fielen Ovilava und Lauriacum den Hunnen zum Opfer. Der heilige Severin sammelte die römische Bevölkerung Ufernorikums zeitweise in Lauriacum, um sie vor Übergriffen schützen zu können. Über das weitere Schicksal der römisch-norischen Bevölkerung ist wenig überliefert. Ein Teil hat das Land in Richtung Süden oder Westen verlassen, ein anderer Teil dürfte in einigen Siedlungen und in Seitentälern überlebt haben. Wahrscheinlich sind nur die Oberschicht und der Klerus dem Räumungsbefehl Odoakers für Noricum 488 nachgekommen. Insbesondere in den Gebieten von Lorch, Wels, dem Attergau und dem Innviertel wurden Hinweise auf eine fortdauernde Besiedlung gefunden.
Die kulturellen und wirtschaftlichen Zentren der Römer verfielen jedenfalls.

## Mittelalter

### Baiern und Franken

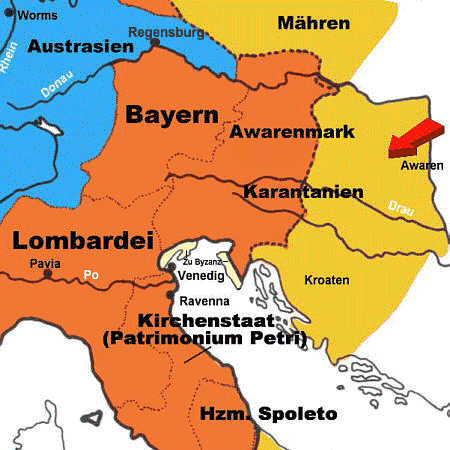
Awarenmark und Karantanien

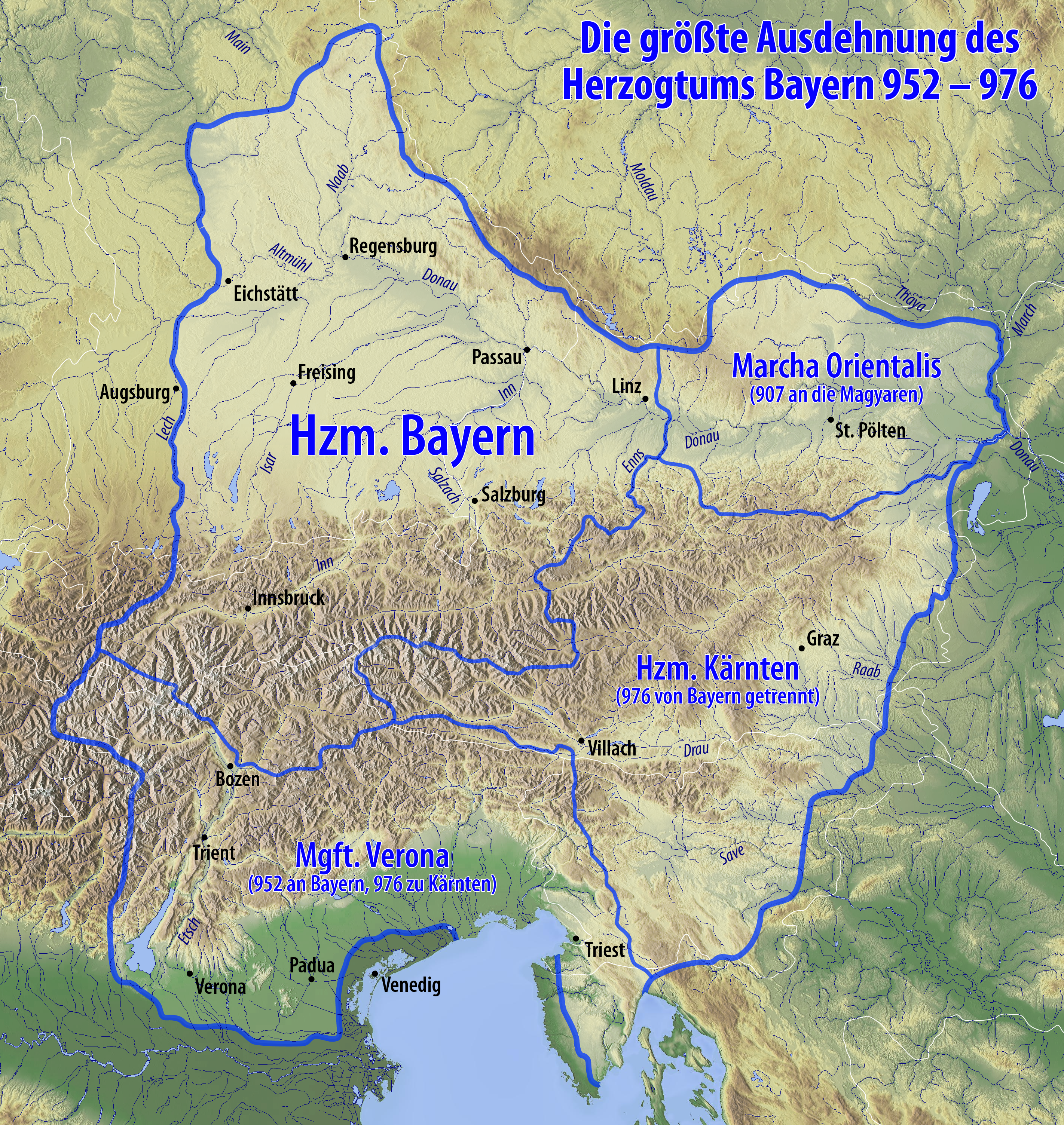
Bayern mit der Provinz Marcha Orientalis im 10. Jahrhundert

Nach dem Zusammenbruch des Römischen Reichs hatten ab dem 6. Jahrhundert die von den Awaren bedrängten Slawen, aus dem Osten oder Südosten kommend, die ehemaligen römischen Provinzen Pannonia und Noricum teilweise besiedelt. Etwa gleichzeitig bildete sich ab Mitte des 6. Jahrhunderts mit den Agilolfingern die erste bairische Stammesdynastie. Von ihrem Herrschaftssitz in Regensburg aus erweiterten diese ihr Hoheitsgebiet, verbunden mit einer Besiedlung durch die Bajuwaren, bis Mitte des 8. Jahrhunderts nach Osten bis zur Enns und nach Süden bis ins heutige Südtirol. Die bairische Siedlungsgrenze an der Enns dürfte sich im Laufe des 7. Jahrhunderts gebildet haben. Das Benediktinerstift Kremsmünster wurde im Jahre 777 durch den Agilolfinger Tassilo III. gegründet.
Der Frankenkönig Karl der Große schloss im Jahr 788 das bis dahin selbstständige Herzogtum Baiern seinem Reich an. Östlich davon errichtete er um 800 die sogenannte Awarenmark sowie südlich davon die Mark Karantanien. Diese wurden als Lehen vergeben und sollten zum Schutz seines Reichs, gegen die von Osten vordringenden Awaren dienen. 803 wurden der Traungau und das Mühlviertel durch Kaiser Karl von Baiern abgespalten und den Marken angegliedert. Nach den Erbfolgekonflikten unter Karls Nachfolgern und dem daraus resultierenden Vertrag von Verdun 843 gehörte das Herzogtum Baiern mit den beiden Marken schließlich dem Ostfrankenreich an. Durch die Niederlage der Baiern 907 gegen die Magyaren bei Pressburg wurde die Enns vorübergehend wieder die Ostgrenze des Reiches.
Das Christentum breitete sich, von Salzburg ausgehend, allmählich wieder im Donautal aus. Salzburg war zum Metropolitansitz erhoben worden und betrieb die Christianisierung der östlichen Gebiete.
Schon mit Beginn der fränkischen Oberherrschaft wurde die im Frankenreich übliche Grundherrschaft in den Ostalpenländern eingeführt, wo sie die entscheidende Organisationsform für die weitere Besiedlung dieser Gebiete darstellten sollte. Der gesamte Grund und Boden war an den Frankenkönig und in der Folge an seine Nachfolger gekommen, die nun reichlich Königsgut an die Kirche und ihre Getreuen vergaben, womit die deutsche Besiedlung der Ostalpenländer eingeleitet wurde. Die Grundherren holten zum Zwecke der besseren Nutzung ihrer ausgedehnten und dünn besiedelten Ländereien deutsche Siedler herbei, die zum größten Teil aus den altbayrischen Gebieten kamen. Zu einer stärkeren Zuwanderung deutscher Siedler kam es aber erst nach der Schlacht auf dem Lechfeld 955. Bis dahin mussten sich die ostfränkischen Könige gegen die vordrängenden Magyaren wehren, bis diese sich nach der Niederlage auf dem Lechfeld auf Dauer zurückzogen.

### Traungauer und Babenberger

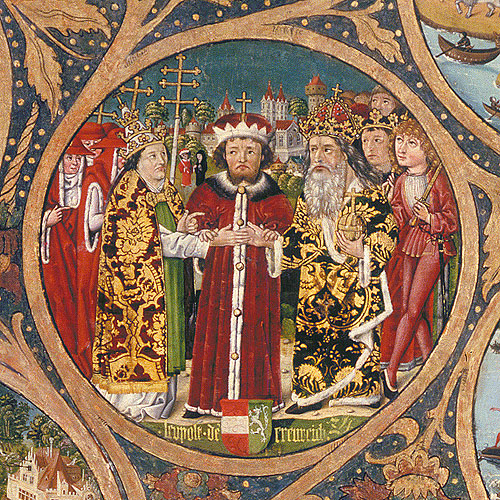
Herzog Leopold VI. – Ausschnitt aus dem Babenberger-Stammbaum, Stift Klosterneuburg

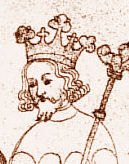
Ottokar II.

Die Babenberger griffen schon früh, mit der Erwerbung des östlichen Mühlviertels 976 auf heute oberösterreichisches Gebiet über.
1035 übernahmen die Grafen von Lambach die Mark an der Mur und damit auch den Traungau. Im Jahr 1056 wurde die Karantanische Mark an Otakar von Steyr, als erstem Markgrafen aus dem Geschlecht der Traungauer, einem Verwandten der Lambacher, verliehen. Die Hauptburg der Traungauer war Steyr, die der Steiermark den Namen gab. Ein guter Teil Oberösterreichs, in etwa das heutige Traun- und östliche Hausruckviertel, gehörte damals zum Herzogtum Steier, während der Donauraum bis zum Hausruck wohl zum babenbergischen Einflussgebiet gerechnet werden kann (Machland, 1115 Riedmark). Bis zur Erhebung zum Herzogtum Österreich 1156 und Herzogtum Steiermark 1180, standen Babenberger und Otakare noch unter der nominellen Lehenshoheit der Bayernherzöge.
Durch einen Erbfolgevertrag, der Georgenberger Handfeste von 1186, kam die Steiermark und damit das Traunviertel und das westliche Mühlviertel, 1192 an den Babenberger Herzog Leopold V. von Österreich und dessen Sohn Friedrich.
Bis 1210 war Linz jedoch noch ein Teil Bayerns, wurde dann von Leopold VI. genauso wie Enns und Wels erworben. Mit der Verleihung des Stadtrechts durch Leopold VI. im Jahr 1212 wurde Enns zur Stadt und ist damit noch vor Wien (1221) die älteste Stadt Österreichs. Erst nach dem Tod des letzten Babenbergers, Friedrich des Streitbaren, wurde – neben der Grafschaft Pitten – auch der Traungau und mit ihm die Stadt Enns von der Steiermark getrennt und damit zur Keimzelle für die Landesherrschaft, aus der sich das Land Oberösterreich entwickeln sollte.
Das erfolgreiche Vordringen der Babenberger in den Raum Oberösterreichs auf Kosten Bayerns führte zu zunehmenden Spannungen. 1233 drang Herzog Otto II. von Bayern in das Herrschaftsgebiet der Babenberger ein, zerstörte das Stift Lambach und besetzte Wels. Er musste sich auf militärischen Druck König Heinrichs VII. aber schließlich zurückziehen. Die oberösterreichischen Adeligen lösten sich um 1235 vom steirischen Adel und schlossen sich dem (nieder-)österreichischen an. Nach dem Tod Friedrich des Streitbaren wurde Otto vom Kaiser 1248 kurzzeitig als Statthalter für Österreich eingesetzt. Ottos Sohn Ludwig besetzte daraufhin Linz und Enns.

### Österreich ob der Enns
König Ottokar II. Přemysl von Böhmen trennte während seiner Herrschaft den zur Steiermark gehörenden Traungau 1254 im Frieden von Ofen und 1261 im Frieden von Wien von dieser ab und gestaltete das Land zum Fürstenthum ob der Enns um. Historiker bezeichnen deshalb die Jahre 1254/1261 als Geburtsjahre des Landes ob der Enns. Im Jahre 1262/63 wurde der Name super anasum (‚ob der Enns‘) das erste Mal urkundlich erwähnt. Die Bezeichnung austria superior (‚Oberösterreich‘) ist erstmals 1264/66 schriftlich belegt, als Konrad von Summerau als Landrichter der Provinz Oberösterreich seines Amtes waltete.

### Beginn der Habsburgerherrschaft

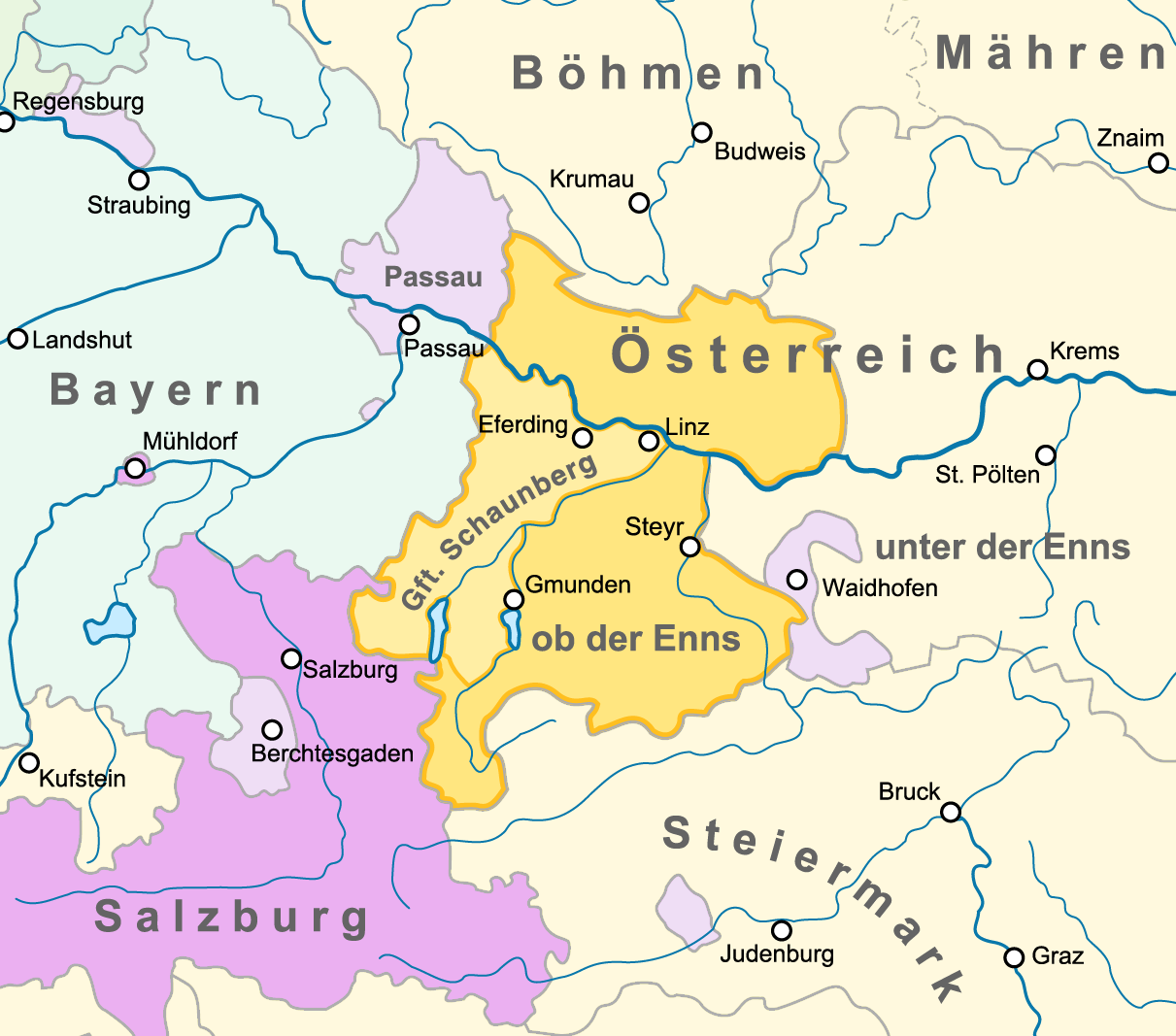
Österreich ob der Enns im Heiligen Römischen Reich etwa 1385

Ansätze zu einer administrativen Teilung des Herzogtums Österreich entlang der Enns finden sich zwar schon bei Ottokar II., doch erst unter den Habsburgern etablierten sich eigene Stände für das Land ob der Enns in Linz. Ab 1329 regierte ein eigener Landeshauptmann das Land. Durch einen Erbvertrag wurde nach dem Tod von Ladislaus Postumus im Jahr 1458 Friedrich III. Österreich unter der Enns (auch nied der Enns), das heutige Niederösterreich, zugesprochen, während sein Bruder Albrecht VI. Österreich ob der Enns erhielt. Dennoch galten beide Territorien lange als zwei Teile desselben Erzherzogtums.
Mitte des 14. Jahrhunderts gab es im Land sieben landesfürstliche Städte: Linz, Enns, Steyr, Wels, Freistadt, Gmunden und Vöcklabruck. Als Festungen und Handelszentren wurden sie seit dem 13. Jahrhundert vom Landesfürsten besonders gefördert. Weitere Städte auf dem Gebiet des heutigen Oberösterreichs waren Eferding, das den Schaunbergern gehörte und die noch bairischen Städte Schärding und Braunau.
Die Grafschaft Schaunberg, die seit Mitte des 12. Jahrhunderts das Hausruckviertel umfasste, hatte eine Sonderstellung am Rande des habsburgischen Herzogtums. Herzog Albrecht III. setzte in der Schaunberger Fehde (1380/81 und 1386/86) dieser Sonderstellung ein Ende. Er besetzte bis auf die Burg Schaunberg die Burgen des Gebietes und die Stadt Eferding. Die Schaunberger mussten schließlich die Lehenshoheit der Habsburger anerkennen, konnten jedoch noch etwa ein Jahrhundert lang gewisse Vorrechte behaupten.

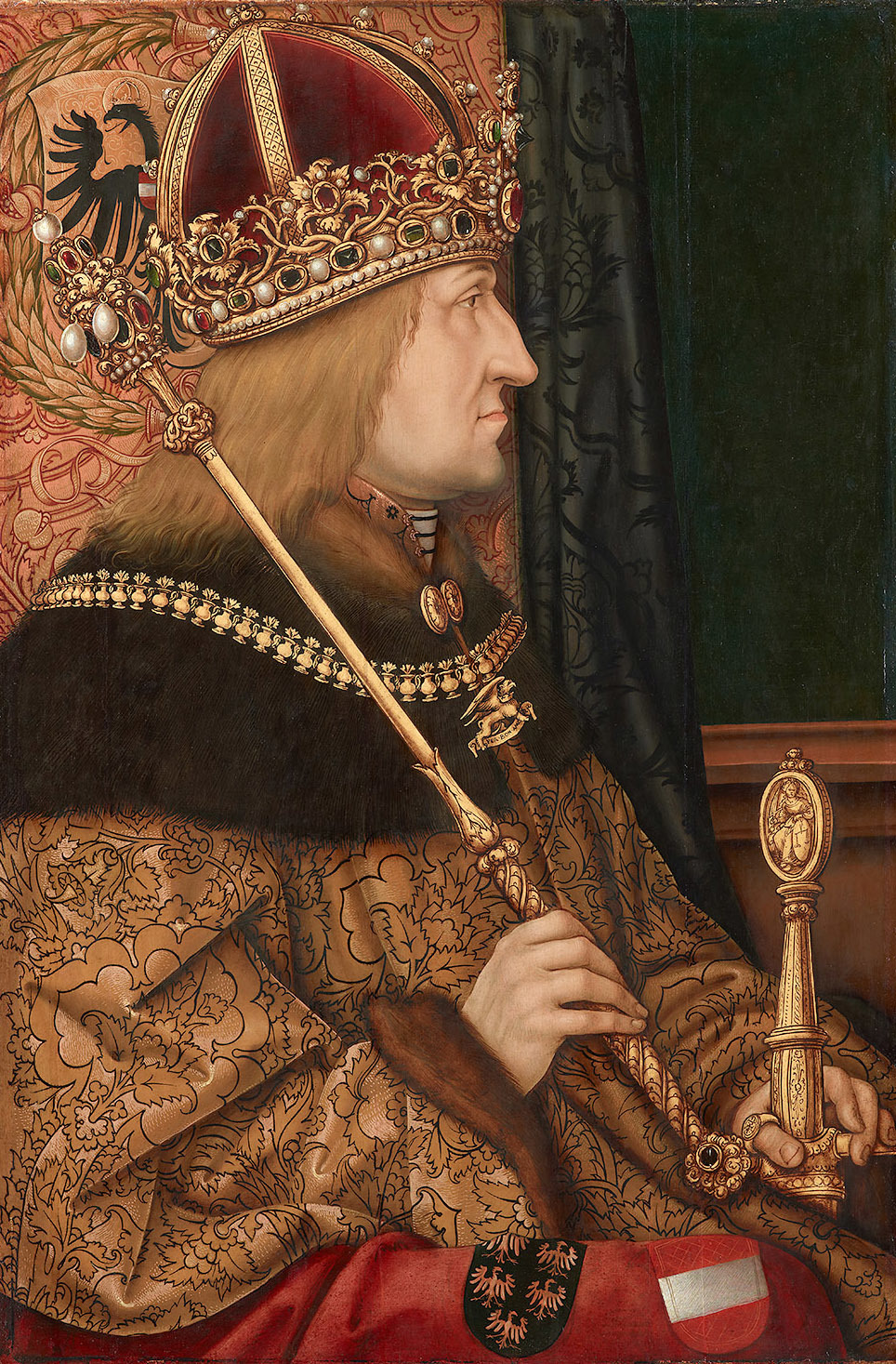
Kaiser Friedrich III.

Das Salzkammergut war früh unmittelbarer Besitz der Habsburger. Kammergut bezeichnete eine Region, die direkter Besitz des Landesherrn war. Sie umfasste die Grundherrschaft der Burg Wildenstein in Bad Ischl, die sich vom Südende des Traunsees bis zum Dachstein erstreckte. Sie gehörte seit 1419 dem Hause Habsburg, also meist dem Kaiser. Bis ins 19. Jahrhundert war die Region Salzkammergut unmittelbar dem Salzamt der Hofkammer in Wien unterstellt, die das staatliche Salzmonopol verwaltete. Während dieser Zeit wurden weitere Gebiete dem Salzkammergut angegliedert, um den großen Holzbedarf der Sudpfannen in den Salinen, zuerst in Bad Ischl, dann in Ebensee, zu decken.
Der erste oberösterreichische Landtag wurde 1452 in Wels abgehalten. Der zweite fand 1457 auf dem Linzer Schloss statt. 1458–1463 regierte Erzherzog Albrecht VI. das eigenständige Fürstentum Österreich ob der Enns. 1478 erfolgte die Vierteleinteilung (Hausruck-, Traun-, Mühl- und Machlandviertel) des Landes aus Gründen der Friedenswahrung und der Landesverteidigung.
Albrechts Bruder Kaiser Friedrich III. wählte Linz als Residenzstadt aus und machte sie so von 1484 bis zu seinem Tod 1493 (in Linz) gleichermaßen zum Mittelpunkt des Heiligen Römischen Reichs, nachdem Wien vom ungarischen König Matthias Corvinus erobert worden war.

## Neuzeit

### Reformation und Gegenreformation
| Bevölkerungsentwicklung | Bevölkerungsentwicklung | Bevölkerungsentwicklung | Bevölkerungsentwicklung |
| Datum                   | Einwohner               | Datum                   | Einwohner               |
| ----------------------- | ----------------------- | ----------------------- | ----------------------- |
| um 1527                 | 315.000                 | 1910                    | 853.595                 |
| um 1600                 | 380.000                 | 1923                    | 876.698                 |
| um 1700                 | 450.000                 | 1934                    | 902.965                 |
| 1754                    | 540.000                 | 1939                    | 927.583                 |
| 1781                    | 609.000                 | 1951                    | 1.108.720               |
| 1790                    | 623.000                 | 1961                    | 1.131.623               |
| 1800                    | 629.000                 | 1971                    | 1.229.972               |
| 1817                    | 637.000                 | 1981                    | 1.269.540               |
| 1821                    | 651.911                 | 1991                    | 1.320.567               |
| 1830                    | 682.140                 | 2001                    | 1.376.700               |
| 1840                    | 699.324                 | 2008                    | 1.408.165               |
| 1851                    | 706.316                 | 2014                    | 1.425.422               |
| 1869                    | 736.856                 |                         |                         |
| 1880                    | 760.091                 |                         |                         |
| 1890                    | 786.496                 |                         |                         |
| 1900                    | 810.854                 |                         |                         |

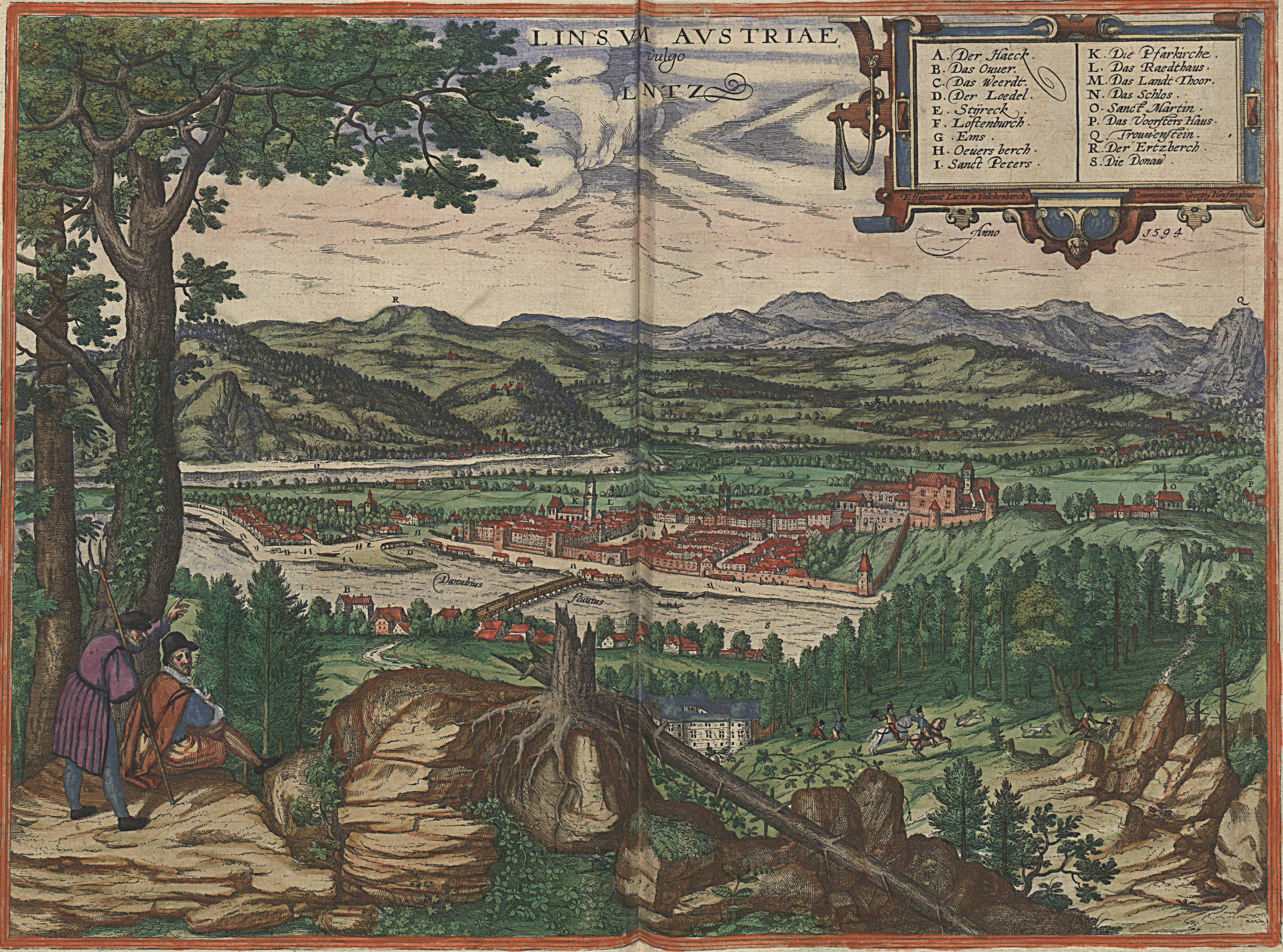
Linz 1594

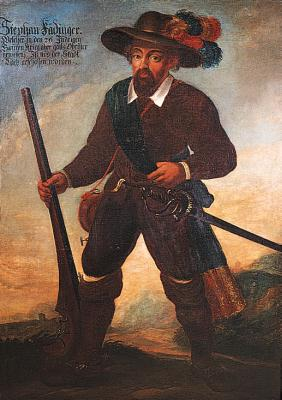
Stefan Fadinger

Nach 1490 erlangte das Teilfürstentum Österreich ob der Enns eine gewisse Selbständigkeit im Heiligen Römischen Reich. Seit dieser Zeit hielten die Stände des Landes eigene Landtage in Linz ab, das 1490 zur Landeshauptstadt erhoben wurde. Neben Herren, Rittern und Prälaten spielten dabei auch die landesfürstlichen Städte eine wichtige Rolle. Oberösterreich galt auch in der Neuzeit staatsrechtlich als Teil des Erzherzogtums Österreich, seine Stellung blieb jedoch stets umstritten.
1506 gewann der spätere Kaiser Maximilian I. das bayerische Mondsee- und St.-Wolfgangland, das jedoch aus Geldnot bis 1565 an das Erzbistum Salzburg verpfändet blieb. Wie sein Vater hielt sich auch Maximilian oft in Oberösterreich, vorzugsweise Linz und Gmunden auf, und starb 1519 in der Welser Burg.
Seit 1520 öffnete sich das Land der Reformation, eine Generation später waren die Oberösterreicher mehrheitlich evangelisch. Bei der habsburgischen Länderteilung von 1564 fiel Oberösterreich zusammen mit Niederösterreich und den böhmischen Ländern an den römisch-deutschen Kaiser Maximilian II. Nach 1600 setzte unter Kaiser Rudolf II. und seinem Nachfolger Matthias, der als Erzherzog 1582–1593 vom Linzer Schloss aus regiert hatte, die Gegenreformation ein. Deshalb gingen die Stände in Oberösterreich 1619 ein Bündnis mit den böhmischen Aufständischen ein. Im Auftrag Kaiser Ferdinands II. besiegten die Truppen des bayrischen Kurfürsten Maximilian I. 1620 die Aufständischen. Für einige Jahre kam das Fürstentum als Pfand unter die Herrschaft des Kurfürsten. Obwohl er die oberösterreichischen Stände nicht in dem gleichen Maße ihrer Rechte beraubte wie er es nach 1620 in Böhmen tat, war das Pardonierungsdekret, das Ferdinand II. am 27. Februar 1625 erließ und in dem er von den Ständen „die demütige Abbitte und vollkommene Unterwerfung“ forderte, nicht nur endgültiges Zeichen der Niederlage der Aufständischen, sondern vor allem ein großer Schritt hin zu einer absolutistischen Landesherrschaft. Nicht zuletzt hatte sich der Kaiser die Macht zur alleinigen Bestimmung der Religion und damit zur Durchführung einer umfassenden Gegenreformation genommen. Der evangelische Adel bekam die Wahl, zu konvertieren oder das Land zu verlassen.
Die bäuerliche Bevölkerung lehnte sich in heftigen Aufständen 1525, 1594 bis 1598 und 1626 gegen Bedrückungen durch das grundherrschaftliche System und die seit 1600 verschärfte Gegenreformation auf.
Der Oberösterreichische Bauernkrieg von 1626 richtete sich auch primär gegen die Gegenreformation und wurde konkret von der bayerischen Besatzung durch das Frankenburger Würfelspiel ausgelöst. Die aufständischen Bauern unter der Führung Stefan Fadingers belagerten Linz bis zu dessen Tod neun Wochen lang. Freistadt wurde belagert und erobert, auch Wels wurde angegriffen und brannte fast vollständig nieder. Beide Städte erholten sich lange nicht von den Verwüstungen. Der Bauernkrieg von 1626 war die schwerste kriegerische Auseinandersetzung auf österreichischem Gebiet während des Dreißigjährigen Krieges. Von rund 40.000 aufständischen Bauern kamen etwa 12.000 um, die Anführer wurden wie schon 1597 hingerichtet.

### Absolutismus und Erbfolgekriege
Die Türkenkriege, vor allem während der Zweiten Wiener Türkenbelagerung waren für weite Teile des Landes verheerend, ebenso wie die Feldzüge im Verlauf des Spanischen und des Österreichischen Erbfolgekrieges. Das Land wurde 1741 von bayerischen und französischen Truppen besetzt, bis diese von Feldmarschall Khevenhüller und Franz Stephan von Lothringen bei der Belagerung von Linz am 23. Jänner 1742 besiegt wurden. Die oberösterreichischen Stände, die dem bayrischen Kurfürsten Karl Albrecht gehuldigt hatten, wurden von Maria Theresia beinahe aufgelöst, letztlich aber nur teilweise entmachtet.
Die heutige Westgrenze des Mühlviertels, nördlich des Jochensteins zwischen Bayern und Oberösterreich, wurde 1765 durch einen Staatsvertrag zwischen dem Hochstift Passau und Österreich festgelegt.

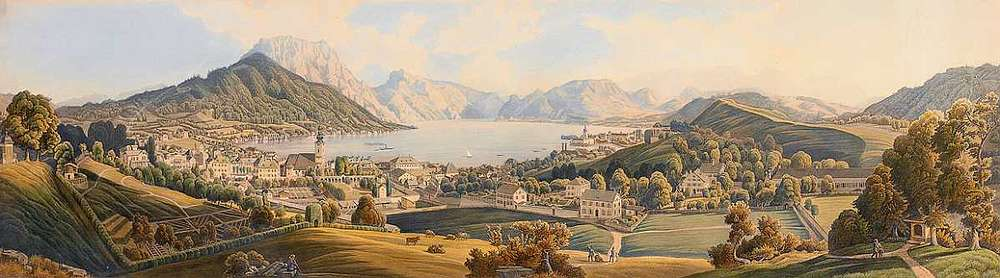
Gmunden im 19. Jahrhundert

Bis zum Bayerischen Erbfolgekrieg war das Gebiet des späteren Innviertels als Innbaiern ein Teil von Bayern.
Nach dem Frieden von Teschen kam das Innviertel 1779 (endgültig 1816) zum habsburgischen Österreich ob der Enns. 1782 gelang auch die Einverleibung der bis dahin passauischen Herrschaften Obernberg am Inn und Vichtenstein an der Donau. Die josephinischen Verwaltungsreformen entmachteten die Stände schließlich vollends. 1783/84 wurde das Land Österreich ob der Enns von Kaiser Joseph II. zum selbständigen Kronland erhoben (wenn auch die staatsrechtliche Stellung bis 1861 unklar blieb), verbunden mit einer eigenen Landesregierung und der Einrichtung der Diözese Linz 1785. Mit dem Toleranzpatent von Josef II. wurde 1781 nach fast 200 Jahren die Gegenreformation beendet. Nach 1781 bildeten sich neun evangelische Toleranzgemeinden – Bad Goisern, Eferding, Gosau, Linz, Neukematen, Rutzenmoos, Scharten, Wallern und Wels. Der evangelische Glaube wurde nur geduldet, der katholische Glaube blieb dominant. 1783 wurde die evangelische Superintendenz für Oberösterreich in Linz gegründet.

### Das „lange“ 19. Jahrhundert

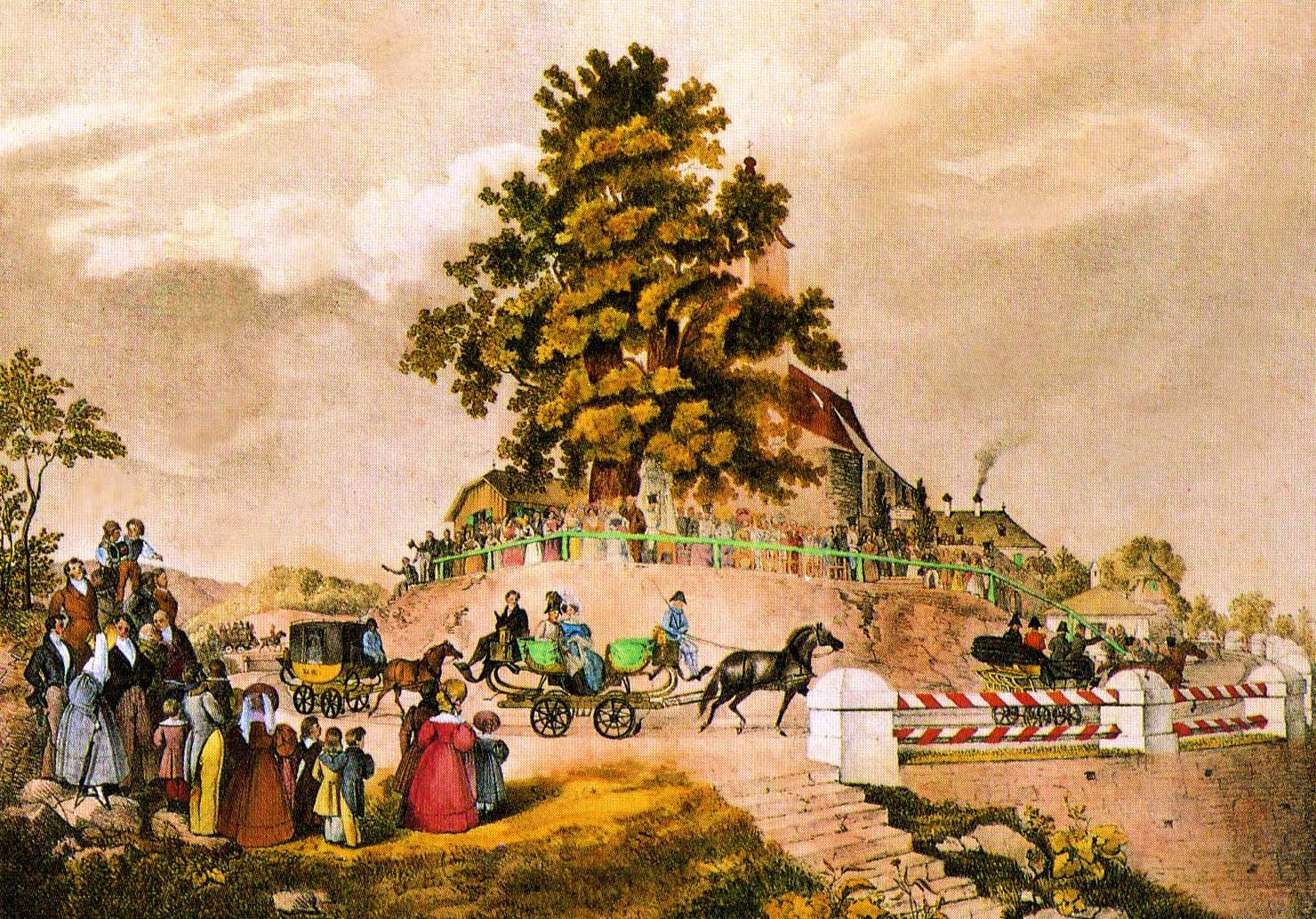
Eröffnung der Pferdebahn Linz–Budweis durch Kaiser Franz I. bei St. Magdalena in Linz (1832) – Gemälde von A. Bayer

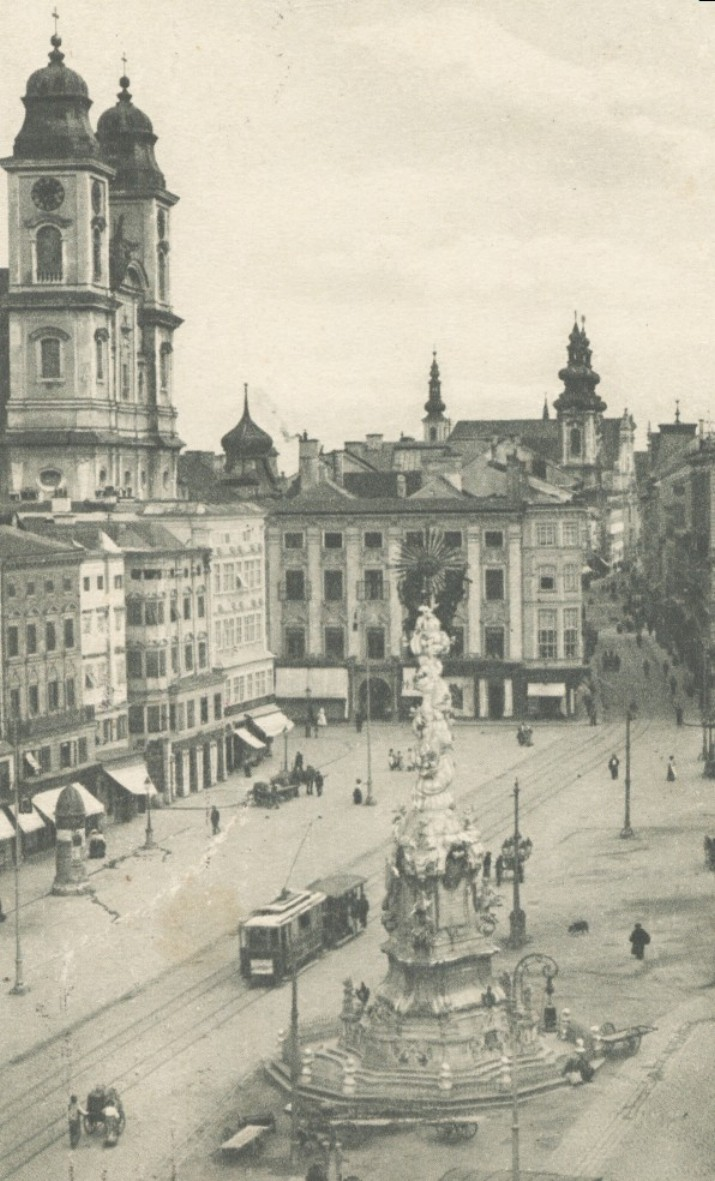
Linz 1913

Während der Napoleonischen Kriege wurde Oberösterreich mehrfach von französischen Truppen besetzt. 1800 musste nach verlustreichen Gefechten eine lange Einquartierung der französischen Revolutionsarmee hingenommen werden, die das Land schwer belastete. Im Dezember 1802 wurde das aufgelöste Hochstift Passau zwischen dem Land ob der Enns, Bayern und dem säkularisierten Kurfürstentum Salzburg aufgeteilt. Im November 1805 zogen wieder französische Truppen in Oberösterreich ein. Napoléon residierte in Linz, nach der Schlacht von Austerlitz dauerte die Besatzung noch bis März 1806. Auch 1809 kam es wieder zu heftigen Kämpfen gegen Frankreich und seine deutschen Verbündeten, die das Land verwüsteten und erneut in einer Niederlage endeten. Das Innviertel und das westliche Hausruckviertel wurden im Frieden von Schönbrunn an das Königreich Bayern abgetreten, die französische Besatzung blieb bis 1810 auch im Osten des Landes.

Oberösterreich (Nr. 14) als Teil Österreich-Ungarns

Nach dem Wiener Kongress kamen die an Bayern abgetretenen Westgebiete wieder zu Oberösterreich. Die Landeshauptstadt Linz verwaltete von 1814 bis 1854 auch das neu erworbene Land Salzburg als fünften Kreis (Salzburgkreis) mit. 1861 wurde das Kronland Österreich ob der Enns im Rahmen des Februarpatents von Kaiser Franz Joseph zu einem eigenen Erzherzogtum erhoben. Der erste Landtag wurde Ende März 1861 gewählt, am 6. April konstituierte sich der erste vom Volk gewählte Landtag. Die Lage der Bauern verbesserte sich nach 1848 durch die Aufhebung der Untertanenverhältnisse und der Abschaffung des Zehents entscheidend. Im Zuge der Verwaltungsreform 1848 wurden 46 gemischte Bezirksämter (keine Trennung von Verwaltung und Justiz) eingerichtet, bevor am 31. August 1868 12 Bezirkshauptmannschaften im heutigen Sinn eingerichtet wurden.
Ab Mitte des 19. Jahrhunderts wurde die Dampfschifffahrt auf der Donau eingeführt. Die 1832 von Budweis nach Linz errichtete Pferdeeisenbahn war die erste öffentliche Eisenbahn auf dem europäischen Kontinent. Von 1856 bis 1860/61 wurde Oberösterreich durch die Westbahn (Kaiserin Elisabeth-Bahn) mit Wien und Salzburg verbunden. Die zunehmende Industrialisierung bewirkte eine Zunahme an Fabriken im Lande, von 187 mit rund 10.000 Beschäftigten im Jahre 1852, auf 551 im Jahre 1914, mit rund 45.000 Beschäftigten. Auch der Fremdenverkehr, vor allem im Salzkammergut entwickelte sich: 1900 zählte man rund 100.000 Touristen.
Für die kulturelle Entwicklung des Landes stehen Personen wie der Komponist Anton Bruckner, der Schriftsteller Adalbert Stifter, der Maler Alfred Kubin und der Mediziner Julius Wagner-Jauregg.
Im 26. Juli 1914 wurde wegen des bevorstehenden Ersten Weltkriegs der Landtag aufgehoben, während Landeshauptmann Prälat Johann Nepomuk Hauser der seit 1908 regierte, noch bis 1927 weiter amtieren konnte. Obwohl Oberösterreich weit entfernt von den Fronten lag, beherbergte es viele Kriegsgefangenenlager. Die Größten waren: Braunau für 50.000 bis 60.000, Mauthausen und Marchtrenk für je 25.000 und Freistadt für bis zu 20.000 Gefangene. 22.500 oberösterreichische Soldaten fielen im Krieg, rund 10.000 schwerst Verwundete (Invaliden) lebten nach dem Krieg im Land. Die Versorgungslage der Bevölkerung während des Krieges, war im Agrarland Oberösterreich, in dem 1914 noch 53 % in Land- und Forstwirtschaft tätig waren (1923 waren es sogar wieder 60 %), insgesamt besser als in den meisten anderen Kronländern, lediglich in den städtischen Ballungsräumen und im Salzkammergut kam es zu Mangelerscheinungen.

## Erste Republik

1918 beanspruchte Grenzen von Oberösterreich

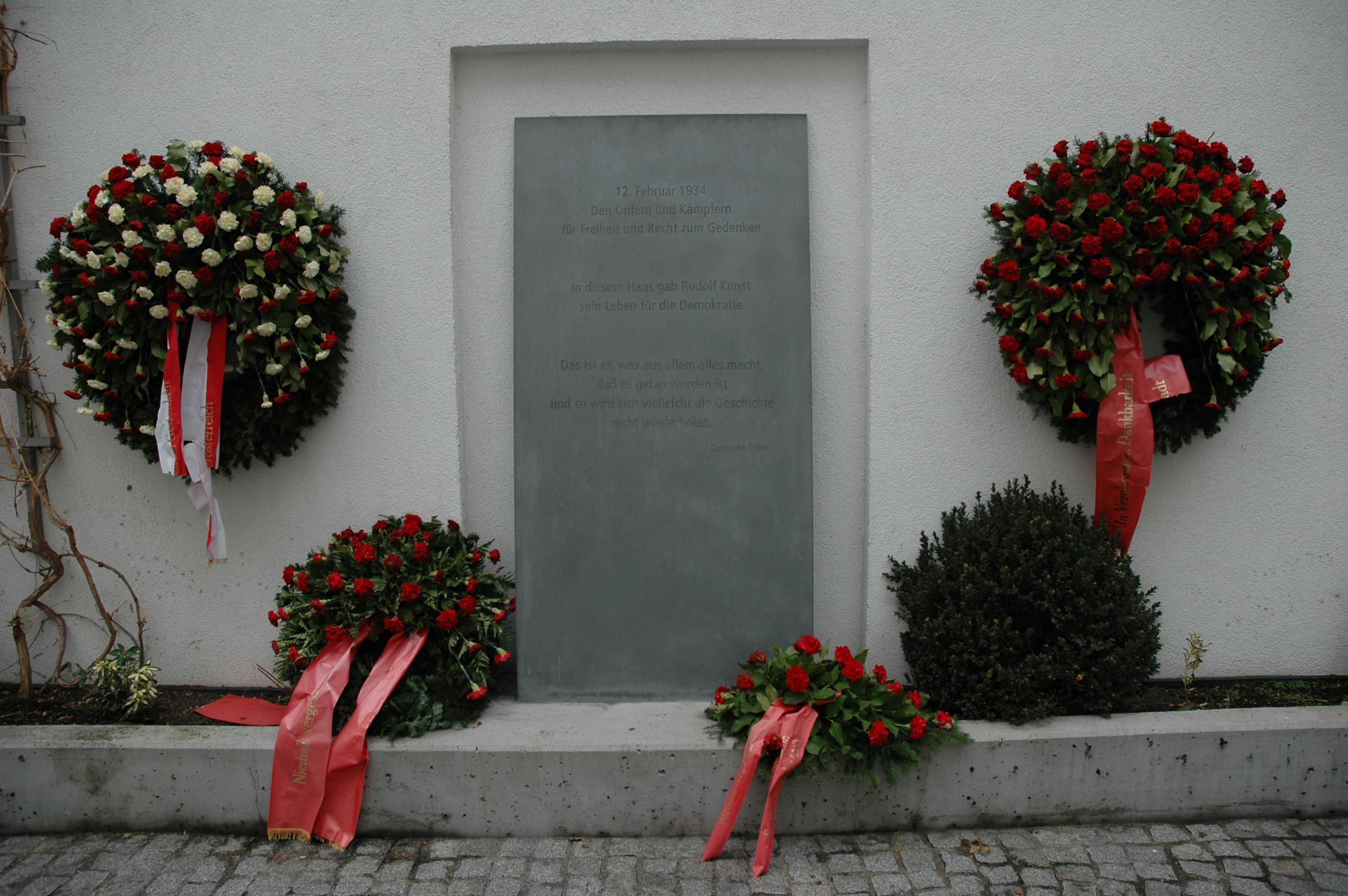
Denkmal für die Opfer und Kämpfer für Freiheit und Recht am Ausgangspunkt des Bürgerkrieges, im Innenhof des Linzer Hotels Schiff.

Nach dem Ersten Weltkrieg und dem Zerfall des Vielvölkerstaates Österreich-Ungarn, wurde der Name Oberösterreich, der seit dem 17. Jahrhundert inoffiziell galt, in der neuen Republik Deutschösterreich als offizieller Name des Landes festgelegt.

„Als mit Schreiben vom 2. November 1918 […] der k.k. Statthalter in Oberösterreich einer provisorischen Landesregierung in Oberösterreich die Geschäfte übertrug, war – schon 10 Tage vor der Ausrufung der Republik in Wien – in diesem Schriftstück erstmals nicht mehr vom „Erzherzogtum Österreich ob der Enns“ die Rede, sondern von einem Land, das sich offiziell Oberösterreich nennt.“

Am 18. November 1918 konstituierte sich die Provisorische Landesversammlung Oberösterreich, die bis zum 15. Mai 1919 amtierte und die Basis für die Tätigkeit des Oberösterreichischen Landtags nach der Landtagswahl 1919 legte.
Unruhen und Ausschreitungen gab es 1918–1920 vor allem ausgehend von durchziehenden ehemaligen Soldaten und revolutionären Arbeitern in den Industriezentren des Landes. In Linz wurde am 10. Mai 1920, als Tumulte 9 Todesopfer forderten, das Standrecht verhängt. Die Rätebewegung verlor jedoch unter dem Eindruck der Geschehnisse in Ungarn und Russland rasch an Bedeutung.
In den Jahren 1920/21 wurde in den meisten Gemeinden ein Notgeld in Heller herausgegeben, um den Kleingeldmangel zu lindern. Die Landeshauptstadt Linz gab das erste Offizielle am 3. März 1920 heraus, am 13. April folgte das Land, nachdem ein inoffizielles Notgeld bereits seit Herbst 1919 im Umlauf war. Im Laufe des Jahres 1920 gaben 425 von 503 Gemeinden ein Notgeld heraus, für das die jeweilige Gemeinde haftete. Bis 1. Oktober 1921 war das Notgeld im Umlauf, dann verlor es seine Gültigkeit. Bereits vorher wurden, durch die damalige Hyperinflation, die Kleinstbeträge nicht mehr benötigt.
Zur Zeit des Austrofaschismus begannen am 12. Februar 1934 im Linzer Hotel Schiff die Februarkämpfe. Auslöser war eine Durchsuchung nach Waffen durch Truppen der Heimwehr, im dortigen Parteilokal der Sozialdemokraten. Der Schutzbund leistete jedoch bewaffneten Widerstand, der in den Österreichischen Bürgerkrieg mündete. Bei den Kämpfen die von 13. bis 18. Februar andauerten, standen den 1400 Kämpfern des Schutzbundes 4700 Mitglieder des Bundesheeres, der Polizei und der Gendarmerie, unterstützt von Heimwehr, Freiheitsbund und Deutschem Turnerbund, gegenüber. Der Bürgerkrieg forderte in Oberösterreich letztlich 60 Tote und etwa 200 Verletzte. Bei den anschließenden Prozessen gegen die unterlegenen Mitglieder des Schutzbundes wurden vier Todesurteile verkündet und zwei auch vollstreckt. Die gemeinsame Grenze zu Deutschland stärkte die Möglichkeiten der illegalen Nationalsozialisten in Oberösterreich. Auch nach dem gescheiterten Juliputsch 1934 gingen deren Aktivitäten nur kurz zurück.

## Zeit des Nationalsozialismus

### Oberdonau

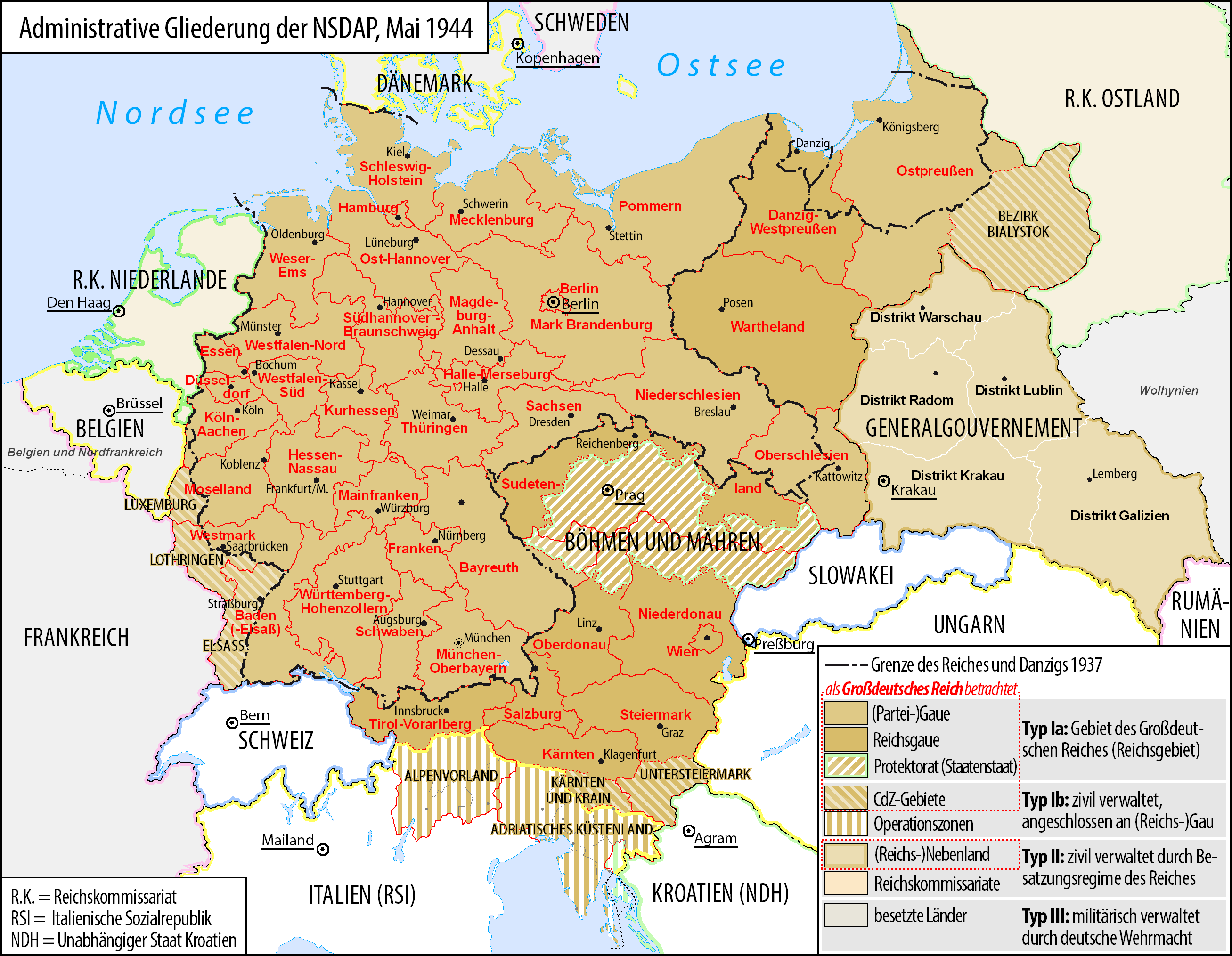
Gau Oberdonau im Großdeutschen Reich

Nach dem „Anschluss“ Österreichs an das Deutsche Reich am 13. März 1938 wurde August Eigruber, zuvor Gauleiter der illegalen NSDAP in Oberösterreich, Landeshauptmann und 1940 Reichsstatthalter im 1939 gebildeten „Reichsgau Oberdonau“. Mit der Neugliederung des Landes in zwei Stadtkreise (Linz, Steyr) und 15 Landkreise (vormals: Bezirke) am 1. November 1938 wurden die Bezirke Eferding und Urfahr-Umgebung aufgelöst, dafür kamen die Bezirke Kaplitz und Krumau in Südböhmen hinzu. Ebelsberg und St. Magdalena wurden der Hauptstadt eingemeindet. Die Gemeinden Lichtenegg und Pernau wurden Teile der Stadt Wels.
Am 1. Mai 1939 wurde durch das Ostmarkgesetz vom 14. April 1939 auf dem Gebiet Oberösterreichs der Reichsgau Oberdonau gebildet, der auch die im Herbst 1938 annektierten, deutsch besiedelten südböhmischen Gebiete gemäß dem Münchner Abkommen einschloss sowie das von der Steiermark abgetrennte Ausseer Land. Das vergrößerte Land Oberdonau hatte damit eine Fläche von 14.214 Quadratkilometern und 1.042.000 Einwohner in 716 Gemeinden.

### Schwer- und Rüstungsindustrie
Linz wurde als die „Patenstadt des Führers“ bezeichnet, weil der gebürtige Oberösterreicher Hitler hier von 1900 bis 1903 die Schule besucht und ab 1905 mehrere Jahre in der Stadt gelebt hatte. Nach Hitlers Planungen sollte Linz nach dem Ende des Krieges grundlegend umgestaltet werden, um Wien zu überflügeln bzw. ein „Deutsches Budapest“ zu werden. Neben den repräsentativen Bauten wurde Linz vor allem zu einem Zentrum der Schwer- und Rüstungsindustrie ausgebaut. Schon am 4. Mai 1938 erfolgte die Gründung der Reichswerke AG für Erzbergbau und Eisenhütten Hermann Göring zur Herstellung von Eisen und Stahl.
Aus der Zeit des Nationalsozialismus stammt die Charakterisierung von Linz als Industriestadt, mit der Gründung der sechs Quadratkilometer großen Industrieanlagen der „Hermann-Göring-Werke“ (ab 1946 VÖEST, heute Voestalpine) sowie der „Stickstoffwerke Ostmark“ (später Chemie Linz und heute Agrolinz Melamine International) und Wohnhausanlagen mit rund 10.000 Wohnungen, vorwiegend für Arbeiter der neuen großen Industriebetriebe.
Ein weiteres Großprojekt, neben den „Hermann Göring Werken“, in die auch die Steyr Daimler Puch AG eingegliedert wurde, war die Schiffswerft Linz (heute ÖSWAG).

### Täter und Opfer

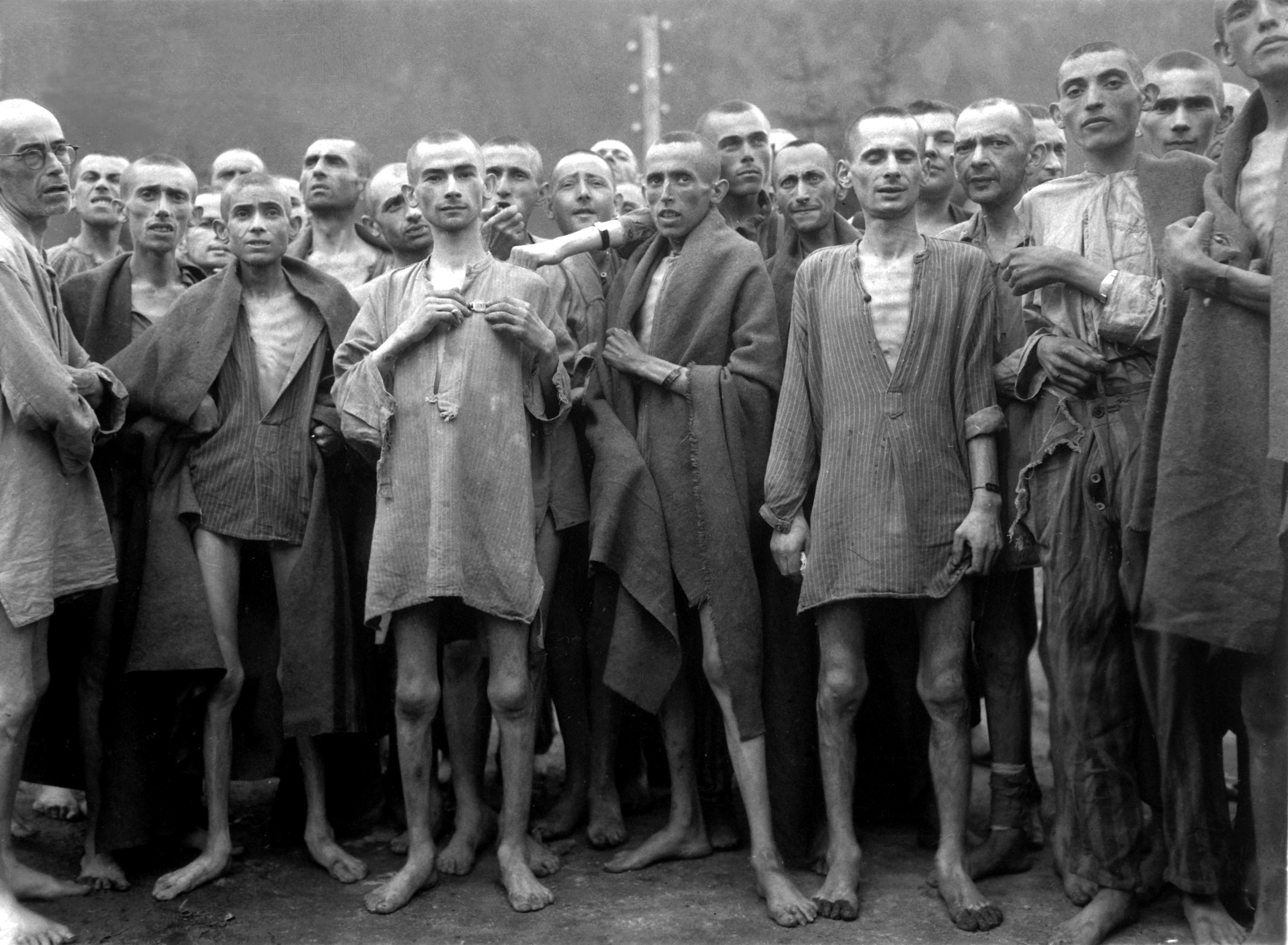
Gefangene im KZ Ebensee, Aufnahme vom 7. Mai 1945

Das KZ Mauthausen im Bezirk Perg war das größte Konzentrationslager der Nationalsozialisten in Österreich. In Mauthausen und seinen Nebenlagern wurden von insgesamt 205.000 Häftlingen rund 105.000 ermordet oder starben im Zuge des „Arbeitseinsatzes“. Allein im wichtigsten Nebenlager, dem KZ Gusen östlich von Linz, wurden über 40.000 Menschen getötet. Im KZ Ebensee wurden Häftlinge eingesetzt um Höhlen für die unterirdische Produktion von V2-Raketen auszuheben. Von den rund 27.000 Häftlingen, die nach Ebensee deportiert wurden, kamen mehr als 8.500 ums Leben.
Viele Oberösterreicher wie Ernst Kaltenbrunner, Franz Stangl oder Franz Reichleitner waren führend am Holocaust beteiligt. Auch Adolf Eichmann stammte aus dem deutschnationalen Milieu von Linz.
Die NS-Tötungsanstalt Hartheim war eine „Euthanasie“-Anstalt im Schloss Hartheim westlich von Linz. Hier wurden im Zeitraum vom Mai 1940 bis August 1941 18.269 Menschen mit Behinderung und psychischen Erkrankungen in einer Gaskammer ermordet. Insgesamt wird die Anzahl der Ermordeten im Schloss Hartheim auf über 30.000 geschätzt. Unter den Ermordeten waren kranke und behinderte Menschen, Häftlinge aus Konzentrationslagern und psychiatrierte zivile Zwangsarbeiter. Hartheim stand in enger Verbindung mit der Heil- und Pflegeanstalt Niedernhart in Linz, die einerseits als Zwischenanstalt für die Tötungsanstalt diente und in der auch hunderte Menschen ermordet wurden.
Die Anzahl der im Gau Oberdonau befindlichen Zwangsarbeiter betrug im Herbst 1944 knapp über 100.000, die meisten davon Italiener und Polen.
Ab 1944 war auch Oberösterreich von alliierten Bombenangriffen betroffen. Die Panzerproduktion in Steyr war unter den ersten Zielen. Insgesamt 25.000 Tonnen Bomben wurden auf den Gau Oberdonau abgeworfen. 22 Luftangriffe auf Linz kosteten 1679 Menschen das Leben.
Im Februar 1945 wurden bei der sogenannten Mühlviertler Hasenjagd durch nationalsozialistische Verbände, Soldaten, Gendarmerie und Zivilisten etwa 500 entflohene sowjetische Häftlinge, nach einem Großausbruch aus dem KZ Mauthausen, im Mühlviertel „gejagt“ und ermordet.
Gauleiter Eigruber wollte gegen Kriegsende den Kampf nicht aufgeben. Er ließ Deserteure und KZ-Häftlinge töten, die aus Wien geflohenen NS-Funktionäre verhaften und plante, die im Salzbergwerk Altaussee versteckten Kunstschätze aus ganz Europa zu zerstören. Als Folge der anhaltenden Kämpfe flogen die Alliierten weitere Bomberangriffe gegen Linz, Wels und Attnang-Puchheim, denen in den letzten Kriegstagen noch hunderte Menschen zum Opfer fielen. Am 5. Mai schließlich kapitulierte der Militärbefehlshaber von Linz und Truppen der 3. US-Armee befreiten als letztes der Konzentrationslager des Deutschen Reiches das KZ-Mauthausen. Im Rahmen der Dachauer Prozesse wurde Eigruber nach Kriegsende wegen seiner Verantwortung für die Verbrechen im KZ Mauthausen zum Tode verurteilt und 1947 hingerichtet.

## Zweite Republik

Alliierte Besatzungszone in Österreich

Nach dem Zweiten Weltkrieg waren vom Mai 1945 an die in der NS-Zeit vorgenommenen Gebietsänderungen hinfällig. Oberösterreich südlich der Donau wurde inklusive Ausseer Land US-amerikanische Besatzungszone, während der Norden, das Mühlviertel, sowjetisch besetzt war. Die US-Truppen zogen sich bis Ende Juli aus dem Mühlviertel zurück, während die Rote Armee bis 8. August 1945 die Besetzung abgeschlossen hatte. Die Grenze zwischen den beiden Zonen, an der die Identitätskarten vorzuweisen waren, verlief quer über die Linzer Donaubrücke.
Im Mühlviertel hatte die neue Regierung unter Karl Renner anfangs nur marginalen Einfluss; die Verbindung mit Rest-Oberösterreich wurde bis 11. August 1955 durch die Zivilverwaltung Mühlviertel gewährleistet. Ausschreitungen der sowjetischen Besatzungsmacht waren in den ersten Monaten noch sehr verbreitet. Die wirtschaftliche Entwicklung des Mühlviertels blieb in Folge durch mangelnde Investitionen noch lange Zeit beeinträchtigt. Die US-Marshallplanhilfe unterstützte nur die amerikanische Besatzungszone.
Amerikanische Besatzer gründeten im Juni 1945 die „Oberösterreichischen Nachrichten“, bis heute die führende regionale Tageszeitung. Den Landeshauptmann stellt seit 1945 die Österreichische Volkspartei. Die Zahl der wegen ihrer NS-Vergangenheit registrierten Oberösterreicher, denen vorübergehend auch das Wahlrecht entzogen wurde, betrug mit über 80.000 etwa 8 % der Bevölkerung. Rund 8.000 davon wurden auch inhaftiert. Die erste Nationalratswahl im November 1945, bei der registrierte Nationalsozialisten nicht mitwählen durften, erbrachte in Oberösterreich eine Mehrheit von 59 % für die ÖVP, 38,4 % erzielte die SPÖ und nur 2,6 % die KPÖ. Bei der Landtagswahl in Oberösterreich 1949 erhielt die ÖVP 45 %, die SPÖ 30,8 % und die Wahlpartei der Unabhängigen (WdU) 20,8 %, da die minderbelasteten Nationalsozialisten wieder wählen durften.
Zehntausende vertriebene Deutschböhmen und -mährer, geografisch falsch oft alle als Sudetendeutsche bezeichnet, wurden im Land angesiedelt und brachten ihm in den folgenden Jahrzehnten wesentliche wirtschaftliche Impulse. Bis 1938 noch überwiegend agrarisch geprägt, wurde Oberösterreich das wichtigste Industrieland Österreichs mit einem Produktionswert von rund 44,3 Mrd. Euro im Jahr 2013, 26,6 % der gesamten industriellen Produktion Österreichs. Ab 1955 folgten Jahre mit überdurchschnittlich hohen Wachstumsraten und hoher Beschäftigung und dementsprechender demografischer Entwicklung.
Der größte industrielle Arbeitgeber ist bis heute die ehemals verstaatlichte VÖEST in Linz. Ihr Linz-Donawitz-Verfahren, 1949 entwickelt, war der Stolz Nachkriegsösterreichs und hat sich in der Welt durchgesetzt. Die 1951 in Oberösterreich gegossene Pummerin, die Hauptglocke des Wiener Stephansdoms, wurde 1952 als Geschenk des Landes Oberösterreich quasi „im Triumphzug“ in die Bundeshauptstadt gebracht, – auch sie Zeichen der Selbstvergewisserung des Landes nach der furchtbaren NS-Ära.
1955 wurde die Besetzung des Landes durch Amerikaner und „Russen“ beendet; die vier Alliierten schlossen mit Österreich den Staatsvertrag, der die Republik souverän machte. 1958 erhielt Oberösterreich von Niederösterreich die Gemeinde Münichholz, die der Stadt Steyr einverleibt wurde.
Ab den 1960er Jahren erfolgte auf Grund der zunehmenden Motorisierung der Ausbau des Straßennetzes. Als erste Hochleistungsstraße wurde die Westautobahn errichtet. Die Elektrifizierung des Eisenbahnnetzes wurde vorangetrieben und der Linzer und der Ennser Donauhafen wurden ausgebaut. Auf dem Militärflugplatz Linz Hörsching entstand ein internationaler Zivilflughafen.
Die Nordgrenze Oberösterreichs, bis 1989 auf tschechoslowakischer Seite vom Eisernen Vorhang dominiert, wurde mit dem EU-Beitritt Tschechiens 2004 und seinem Beitritt zum Schengen-Raum zu einer EU-Binnengrenze, die seit Ende 2007 an jeder beliebigen Stelle überschritten werden darf; die Grenzkontrollen beider Staaten wurden aufgelassen. Damit wurde die bis 1918 gegebene Situation wiederhergestellt.

## Kultur und Bildung
Im kulturellen Bereich werden regelmäßig Landesausstellungen abgehalten. 1974 wurde das Brucknerhaus in Linz errichtet und das jährliche Brucknerfest samt späterer Klangwolke eingeführt. Seit 1979 besteht das Ars Electronica Festival mit dem Prix Ars Electronica (1987). 1987 fand das erste Pflasterspektakel in Linz statt und 2003 wurde das Lentos-Kunstmuseum in Linz eröffnet.
1966 konnte die Johannes Kepler Universität Linz eröffnet werden, die mit heute rund 13.500 Studierten die größte Hochschule in Oberösterreich ist. Die seit 1947 bestehende Kunstschule in Linz wurde 1998 zur Kunstuniversität Linz erhoben. 2000 wurde die Katholisch-Theologische Privatuniversität Linz eingerichtet und seit 2004 existiert mit der Anton Bruckner Privatuniversität die vierte Universität in Oberösterreich.

Ab 1994 entstanden die ersten Fachhochschulen in Oberösterreich, die heute an vier Standorten – Hagenberg, Linz, Steyr und Wels – knapp 4000 Studenten ausbilden. Im Jahr 2009 war Linz, als zweite Stadt Österreichs, nach Graz im Jahr 2003, Kulturhauptstadt Europas.